# Ідатту II
Ідатту II (д/н — бл. 1900 до н. е.) — цар стародавнього Еламу з династії Сімашкі, який правив близько 1925—1900 до н. е.. Його час є періодом найбільшого політичного і економічного піднесення царів з Сімашкі.

## Життєпис
Син царя Тан-Рухуратер і Мекуби, доньки Білалами, царя Ешнунни. За традицією за часів правління батька обіймав посаду намісника (ішшаккум) Суз.
Посів трон близько 1925 року до н. е. Від часу Ідатту II відомий лише відбиток печатки. На ньому цар в розкішному вбранні сидить на троні. Правою рукою він передає вигнутий жезл фігурі, яка є його писарем (тепір) Кук-Сімут; третя фігура — богиня у вовняній спідниці — радісно вітає.
Відомо про численні архітектурні проєкти, що здійснювали за наказом Ідатту II. Помер близько 1900 року до н. е. За його нащадків — Ідатту-Напіра і Ідатту-темпту (відомі лише за іменами з Сузького списку царів) — до 1850 року до н. е. відбувся занепад династії Сімашкі. Владу в Еламі перебрала династія Епартідів.